# بقرص تحتاني (دير الزور)
بقرص تحتاني قرية سورية تتبع ناحية مركز الميادين في منطقة الميادين في محافظة دير الزور. بلغ عدد سكانها 7284 نسمة في عام 2004 حسب إحصاء المكتب المركزي للإحصاء.